# Список кавалерийских, танковых и артиллерийских дивизий РККА (1941—1945)
Список кавалерийских, танковых и артиллерийских дивизий РККА, принимавших участие в боевых действиях в ходе Великой Отечественной войны и (или) Советско-японской войны.

## Награды и наименования
Присвоенные наименования дивизий могли быть как почётными, так и территориальными. Территориальные наименования, такие как «Кубанская» или «Донская» в целом характерны для кавалерии РККА. Танковые дивизии, исключая 1-ю танковую Московскую Пролетарскую ордена Ленина Краснознамённую дивизию, получившую наименование по преемственности, наименований не имели. Артиллерийские дивизии имели только почётные наименования. Почётные наименования, так же как и награды, присваивались дивизиям за участие в освобождении того или иного населённого пункта или группы населённых пунктов, освобождении географической области, форсировании крупных рек, преодолении крупных горных массивов. Награды и почётные наименования наследовались преемниками в случаях переименования, переформирования или преобразования первоначального соединения. В том случае, если дивизия награждалась орденом Суворова , орденом Кутузова или орденом Богдана Хмельницкого, степень ордена не приводится, так как дивизии всегда награждались только второй степенью ордена.

## Знаки в таблице
- Знаком  обозначены дивизии, которые имелись в составе вооружённых сил на момент окончания Великой Отечественной войны и принимали участие в боевых действиях.
- Знаком  обозначены дивизии, которые за боевые отличия в боях присвоены почётные звания «Гвардейская» и новые войсковые номера.
- Знаком  обозначены дивизии, переименованные и получившие другой номер.
- Знаком  обозначены дивизии, которые были переформированы по штату дивизии другого рода войск.
- Знаком  обозначены дивизии, которые были расформированы. В основном это танковые и кавалерийские дивизии, окончательно разгромленные, с утратой Боевого Знамени и (или) документов штаба дивизии, либо понесшие такие потери, при которых восстановление дивизии как формирования было нецелесообразным. В основном, это характерно для периода 1941 — 1942 годов.

## Перечень дивизий

### Кавалерийские дивизии
Кавалерийские дивизии использовались до конца войны, но в основной своей массе они были разбиты в 1941 — 1942 годах и вновь не формировались. Дивизии, отмеченные как расформированные, не всегда были окончательно уничтожены: многие из них, сохраняя управление дивизией, были расформированы и влиты в другие кавалерийские или стрелковые соединения.
|  | Наименование | Судьба дивизии |
|  | --- | -------------- |
|  | 1-я Одесская кавалерийская дивизия |                |
|  | 1-я гвардейская кавалерийская Ставропольская ордена Ленина Краснознамённая орденов Суворова и Богдана Хмельницкого дивизия имени М. Ф. Блинова     |                |
|  | 2-я кавалерийская дивизия |                |
|  | 2-я гвардейская кавалерийская Крымская ордена Ленина дважды Краснознамённая ордена Богдана Хмельницкого дивизия имени Совнаркома УССР              |                |
|  | 3-я Бессарабская кавалерийская дивизия |                |
|  | 3-я гвардейская кавалерийская Кубанско-Мозырская Краснознамённая ордена Суворова дивизия                                                           |                |
|  | 4-я кавалерийская дивизия |                |
|  | 4-я гвардейская кавалерийская Ставропольско-Мозырская Краснознамённая ордена Суворова дивизия                                                      |                |
|  | 5-я Ставропольская кавалерийская дивизия имени тов. Блинова                                                                                        |                |
|  | 5-я гвардейская кавалерийская Бессарабско-Танненбергская ордена Ленина Краснознамённая ордена Суворова дивизия имени Г. И. Котовского              |                |
|  | 6-я кавалерийская Кубанско-Терская казачья ордена Ленина Краснознамённая дивизия имени С. М. Будённого                                             |                |
|  | 6-я гвардейская кавалерийская Гродненская ордена Ленина Краснознамённая орденов Суворова, Кутузова и Красной Звезды дивизия имени А. Я. Пархоменко |                |
|  | 7-я кавалерийская дивизия |                |
|  | 7-я гвардейская кавалерийская Житомирская Краснознамённая орденов Суворова и Богдана Хмельницкого дивизия                                          |                |
|  | 8-я кавалерийская Дальневосточная Дебреценская Краснознамённая дивизия                                                                             |                |
|  | 8-я гвардейская кавалерийская Оренбургско-Ровенская ордена Ленина дважды Краснознамённая ордена Суворова дивизия имени С. И. Морозова              |                |
|  | 9-я кавалерийская Крымская дивизия имени Совнаркома УССР                                                                                           |                |
|  | 9-я гвардейская кавалерийская Кубанско-Барановичская казачья дважды Краснознамённая орденов Суворова, Кутузова и Богдана Хмельницкого дивизия      |                |
|  | 10-я гвардейская кавалерийская Кубанско-Слуцкая казачья Краснознамённая орденов Суворова, Кутузова и Богдана Хмельницкого дивизия                  |                |
|  | 11-я кавалерийская дивизия |                |
|  | 11-я гвардейская кавалерийская Донская Волновахская казачья Краснознамённая ордена Богдана Хмельницкого дивизия                                    |                |
|  | 12-я Кубанская казачья кавалерийская дивизия |                |
|  | 12-я гвардейская кавалерийская Донская Корсунская казачья Краснознамённая ордена Кутузова дивизия                                                  |                |
|  | 13-я Кубанская казачья кавалерийская дивизия |                |
|  | 13-я гвардейская кавалерийская Ровенская Краснознамённая ордена Суворова дивизия                                                                   |                |
|  | 14-я кавалерийская Коммунистического интернационала молодёжи ордена Ленина, Краснознамённая, ордена Красной Звезды дивизия имени тов. Пархоменко   |                |
|  | 14-я гвардейская кавалерийская Мозырская Краснознамённая ордена Суворова дивизия                                                                   |                |
|  | 15-я Донская казачья кавалерийская дивизия |                |
|  | 15-я гвардейская кавалерийская Мозырская Краснознамённая ордена Суворова дивизия                                                                   |                |
|  | 16-я гвардейская кавалерийская Башкирская Черниговская добровольческая ордена Ленина Краснознамённая орденов Суворова и Кутузова дивизия           |                |
|  | 17-я Кавказская горно-кавалерийская дивизия |                |
|  | 17-я гвардейская кавалерийская Мозырская ордена Ленина Краснознамённая орденов Суворова и Кутузова дивизия                                         |                |
|  | 18-я Туркменская горно-кавалерийская Краснознамённая дивизия                                                                                       |                |
|  | 19-я кавалерийская дивизия | [ 1 ]          |
|  | 20-я горно-кавалерийская ордена Ленина Краснознамённая дивизия                                                                                     |                |
|  | 21-я Турекстанская горно-кавалерийская дивизия |                |
|  | 22-я кавалерийская дивизия | [ 2 ]          |
|  | 23-я кавалерийская дивизия |                |
|  | 24-я кавалерийская дивизия |                |
|  | 25-я кавалерийская дивизия |                |
|  | 26-я кавалерийская дивизия |                |
|  | 27-я кавалерийская дивизия |                |
|  | 28-я кавалерийская дивизия (формирования 1935 г.)                                                                                                  |                |
|  | 28-я кавалерийская дивизия (формирования 1941 г.)                                                                                                  |                |
|  | 29-я кавалерийская дивизия |                |
|  | 30-я отдельная кавалерийская Житомирско-Новобугская ордена Ленина Краснознамённая орденов Суворова и Кутузова дивизия                              |                |
|  | 31-я кавалерийская дивизия |                |
|  | 32-я кавалерийская Смоленская Краснознамённая ордена Суворова дивизия                                                                              |                |
|  | 34-я кавалерийская дивизия |                |
|  | 35-я кавалерийская дивизия |                |
|  | 36-я кавалерийская ордена Ленина Краснознамённая ордена Красной Звезды дивизия имени И. В. Сталина                                                 |                |
|  | 37-я кавалерийская дивизия |                |
|  | 38-я кавалерийская Краснознамённая дивизия |                |
|  | 39-я кавалерийская дивизия |                |
|  | 40-я кавалерийская дивизия |                |
|  | 41-я кавалерийская дивизия |                |
|  | 42-я кавалерийская дивизия |                |
|  | 43-я кавалерийская дивизия |                |
|  | 44-я кавалерийская дивизия |                |
|  | 45-я кавалерийская дивизия |                |
|  | 46-я кавалерийская дивизия |                |
|  | 47-я кавалерийская дивизия |                |
|  | 48-я кавалерийская дивизия |                |
|  | 49-я кавалерийская дивизия |                |
|  | 50-я кавалерийская дивизия |                |
|  | 51-я кавалерийская дивизия |                |
|  | 52-я кавалерийская дивизия |                |
|  | 53-я кавалерийская дивизия |                |
|  | 54-я кавалерийская дивизия |                |
|  | 55-я кавалерийская дивизия |                |
|  | 56-я кавалерийская дивизия |                |
|  | 57-я кавалерийская дивизия |                |
|  | 58-я кавалерийская дивизия |                |
|  | 59-я кавалерийская Хинганская дивизия |                |
|  | 60-я кавалерийская дивизия |                |
|  | 61-я кавалерийская дивизия |                |
|  | 62-я кавалерийская дивизия |                |
|  | 63-я кавалерийская Корсунская Краснознамённая дивизия                                                                                              |                |
|  | 64-я кавалерийская дивизия |                |
|  | 66-я кавалерийская дивизия |                |
|  | 67-я кавалерийская дивизия |                |
|  | 68-я кавалерийская дивизия |                |
|  | 70-я кавалерийская дивизия |                |
|  | 72-я кавалерийская дивизия |                |
|  | 73-я кавалерийская дивизия |                |
|  | 74-я кавалерийская дивизия |                |
|  | 75-я кавалерийская дивизия |                |
|  | 76-я кавалерийская дивизия |                |
|  | 77-я кавалерийская дивизия |                |
|  | 79-я кавалерийская дивизия |                |
|  | 80-я кавалерийская дивизия |                |
|  | 81-я кавалерийская дивизия |                |
|  | 82-я кавалерийская дивизия |                |
|  | 83-я кавалерийская дивизия |                |
|  | 84-я отдельная кавалерийская Ворошиловская Краснознамённая дивизия                                                                                 |                |
|  | 87-я кавалерийская дивизия |                |
|  | 91-я кавалерийская дивизия |                |
|  | 97-я кавалерийская Туркменская национальная дивизия расформирована при формировании                                                                | Р              |
|  | 98-я кавалерийская Туркменская национальная дивизия расформирована при формировании                                                                | Р              |
|  | 99-я кавалерийская Узбекская национальная дивизия расформирована при формировании                                                                  | Р              |
|  | 100-я кавалерийская Узбекская национальная дивизия расформирована при формировании                                                                 | Р              |
|  | 101-я кавалерийская Узбекская национальная дивизия расформирована при формировании                                                                 | Р              |
|  | 102-я кавалерийская Узбекская национальная дивизия расформирована при формировании                                                                 | Р              |
|  | 103-я кавалерийская Узбекская национальная дивизия расформирована при формировании                                                                 | Р              |
|  | 104-я кавалерийская Таджикская национальная дивизия расформирована при формировании                                                                | Р              |
|  | 105-я кавалерийская Казахская национальная дивизия расформирована при формировании                                                                 | Р              |
|  | 106-я кавалерийская Казахская национальная дивизия                                                                                                 |                |
|  | 107-я кавалерийская Киргизская национальная дивизия расформирована при формировании                                                                | Р              |
|  | 108-я кавалерийская Киргизская национальная дивизия расформирована при формировании                                                                | Р              |
|  | 109-я кавалерийская Киргизская национальная дивизия расформирована при формировании                                                                | Р              |
|  | 110-я кавалерийская Калмыцкая дивизия |                |
|  | 111-я кавалерийская Калмыцкая дивизия |                |
|  | 112-я кавалерийская Башкирская дивизия |                |
|  | 113-я кавалерийская Башкирская национальная дивизия расформирована при формировании                                                                | Р              |
|  | 114-я кавалерийская Чечено-Ингушская дивизия |                |
|  | 115-я кавалерийская Кабардинско-Балкарская дивизия                                                                                                 |                |
|  | 116-я кавалерийская Донская казачья дивизия |                |
|  | Ростовская кавалерийская дивизия народного ополчения                                                                                               |                |
|  | Военно-учебные заведения кавалерии РККА |                |
|  | Борисовское кавалерийское училище |                |
|  | Новочеркасское кавалерийское училище |                |
|  | Пензенское кавалерийское училище |                |
|  | Тамбовское кавалерийское училище |                |
|  | Чкаловское кавалерийское училище |                |

### Танковые дивизии
Танковые дивизии РККА в целом прекратили своё существование в 1941 году, за исключением 21-й танковой дивизии, расформированной весной 1942 года и двух дивизий, которые всю войну находились на Дальнем Востоке. Большая часть прекративших своё существование дивизий были разгромлены, и в основном утратив материальную часть, дивизии подверглись переформированию в танковые бригады, а некоторые дивизии — в стрелковые формирования. В таблице те дивизии, которые были фактически уничтожены, но в дальнейшем переформированы, отмечены как переформированные. Полностью уничтоженные дивизии отмечены как расформированные.
|  | Наименование                                                               | Судьба дивизии |
|  | -------------------------------------------------------------------------- | -------------- |
|  | 1-я танковая Краснознамённая дивизия                                       |                |
|  | 1-я танковая Московская Пролетарская ордена Ленина Краснознамённая дивизия |                |
|  | 2-я танковая дивизия                                                       |                |
|  | 3-я танковая Краснознамённая дивизия                                       |                |
|  | 4-я танковая дивизия                                                       |                |
|  | 5-я танковая дивизия                                                       |                |
|  | 7-я танковая дивизия                                                       |                |
|  | 8-я танковая дивизия                                                       |                |
|  | 10-я танковая дивизия                                                      |                |
|  | 11-я танковая дивизия                                                      |                |
|  | 12-я танковая дивизия                                                      |                |
|  | 13-я танковая дивизия                                                      |                |
|  | 14-я танковая дивизия                                                      |                |
|  | 15-я танковая дивизия                                                      |                |
|  | 16-я танковая дивизия                                                      |                |
|  | 17-я танковая дивизия                                                      |                |
|  | 18-я танковая дивизия                                                      |                |
|  | 19-я танковая дивизия                                                      |                |
|  | 20-я танковая дивизия                                                      |                |
|  | 21-я танковая дивизия                                                      |                |
|  | 22-я танковая дивизия                                                      |                |
|  | 23-я танковая дивизия                                                      |                |
|  | 24-я танковая дивизия                                                      |                |
|  | 25-я танковая дивизия                                                      |                |
|  | 26-я танковая дивизия                                                      |                |
|  | 27-я танковая дивизия                                                      |                |
|  | 28-я танковая дивизия                                                      |                |
|  | 29-я танковая дивизия                                                      |                |
|  | 30-я танковая дивизия                                                      |                |
|  | 31-я танковая дивизия                                                      |                |
|  | 32-я танковая дивизия                                                      |                |
|  | 33-я танковая дивизия                                                      |                |
|  | 34-я танковая дивизия                                                      |                |
|  | 35-я танковая дивизия                                                      |                |
|  | 36-я танковая дивизия                                                      |                |
|  | 37-я танковая дивизия                                                      |                |
|  | 38-я танковая дивизия                                                      |                |
|  | 39-я танковая дивизия                                                      |                |
|  | 40-я танковая дивизия                                                      |                |
|  | 41-я танковая дивизия                                                      |                |
|  | 42-я танковая дивизия                                                      |                |
|  | 43-я танковая дивизия                                                      |                |
|  | 44-я танковая дивизия                                                      |                |
|  | 45-я танковая дивизия                                                      |                |
|  | 46-я танковая дивизия                                                      |                |
|  | 47-я танковая дивизия                                                      |                |
|  | 48-я танковая дивизия                                                      |                |
|  | 49-я танковая дивизия                                                      |                |
|  | 50-я танковая дивизия                                                      |                |
|  | 55-я танковая дивизия                                                      |                |
|  | 57-я танковая дивизия                                                      |                |
|  | 58-я танковая дивизия                                                      |                |
|  | 59-я танковая дивизия                                                      |                |
|  | 60-я танковая дивизия                                                      |                |
|  | 61-я танковая дивизия                                                      |                |
|  | 101-я танковая дивизия                                                     |                |
|  | 102-я танковая дивизия                                                     |                |
|  | 104-я танковая дивизия                                                     |                |
|  | 105-я танковая дивизия                                                     |                |
|  | 107-я танковая дивизия                                                     |                |
|  | 109-я танковая дивизия                                                     |                |
|  | 110-я танковая дивизия                                                     |                |
|  | 111-я танковая дивизия                                                     |                |
|  | 112-я танковая дивизия                                                     |                |

### Артиллерийские дивизии
Артиллерийские дивизии РККА начали создаваться в конце 1942 года и большей частью оставались в рядах РККА до окончания войны и после неё. Не приводятся зенитные артиллерийские дивизии, которые входили в состав войск ПВО страны. Гвардейские миномётные дивизии были вооружены установками реактивной артиллерии (БМ-13 и прочими), звание гвардейских они получали при сформировании; миномётные дивизии обычных ствольных миномётов не создавались. Истребительные дивизии — это созданные в 1942 году пять дивизий противотанковой обороны, в боях принимали участие две из них
|  | Наименование | Судьба дивизии |
|  | --- | -------------- |
|  | 1-я артиллерийская дивизия РГК |                |
|  | 1-я гвардейская артиллерийская Глуховская ордена Ленина Краснознамённая орденов Суворова, Кутузова и Богдана Хмельницкого дивизия прорыва РГК |                |
|  | 1-я артиллерийская Померанская дивизия прорыва                                                                                                |                |
|  | 1-я зенитная артиллерийская дивизия |                |
|  | 1-я гвардейская миномётная Красносельская Краснознамённая дивизия                                                                             |                |
|  | 2-я артиллерийская Островская Краснознамённая дивизия прорыва                                                                                 |                |
|  | 2-я гвардейская артиллерийская Перекопская Краснознамённая ордена Суворова дивизия прорыва                                                    |                |
|  | 2-я зенитная артиллерийская Сивашская ордена Кутузова дивизия                                                                                 |                |
|  | 2-я гвардейская зенитная артиллерийская Барановичская ордена Ленина Краснознамённая ордена Александра Невского дивизия                        |                |
|  | 2-я гвардейская миномётная Городокская Краснознамённая ордена Александра Невского дивизия                                                     |                |
|  | 2-я истребительная дивизия |                |
|  | 3-я артиллерийская Житомирская ордена Ленина Краснознамённая ордена Суворова дивизия прорыва                                                  |                |
|  | 3-я гвардейская артиллерийская Витебско-Хинганская Краснознамённая орденов Суворова и Кутузова дивизия прорыва                                |                |
|  | 3-я зенитная артиллерийская Киевско-Никопольская орденов Кутузова и Богдана Хмельницкого дивизия                                              |                |
|  | 3-я гвардейская зенитная артиллерийская Речицко-Бранденбургская ордена Краснознамённая орденов Суворова и Кутузова дивизия                    |                |
|  | 3-я гвардейская миномётная Киевская Краснознамённая орденов Кутузова и Богдана Хмельницкого дивизия                                           |                |
|  | 4-я артиллерийская дивизия |                |
|  | 4-я артиллерийская Берлинская орденов Кутузова и Богдана Хмельницкого дивизия прорыва                                                         |                |
|  | 4-я гвардейская тяжёлая пушечная артиллерийская Смоленская Краснознамённая орденов Суворова и Кутузова дивизия                                |                |
|  | 4-я зенитная артиллерийская Нижнеднестровская ордена Богдана Хмельницкого дивизия                                                             |                |
|  | 4-я гвардейская зенитная артиллерийская Киевско-Лодзинская Краснознамённая орденов Кутузова и Богдана Хмельницкого дивизия                    |                |
|  | 4-я гвардейская миномётная Сивашская ордена Александра Невского дивизия                                                                       |                |
|  | 5-я артиллерийская Калинковичская Краснознамённая дивизия прорыва                                                                             |                |
|  | 5-я гвардейская тяжёлая артиллерийская Сталинградская Краснознамённая ордена Суворова дивизия прорыва                                         |                |
|  | 5-я зенитная артиллерийская Братиславская Краснознамённая ордена Кутузова дивизия                                                             |                |
|  | 5-я гвардейская зенитная артиллерийская Симферопольская орденов Богдана Хмельницкого и Красной Звезды дивизия                                 |                |
|  | 5-я гвардейская миномётная Калинковичская Краснознамённая ордена Суворова дивизия                                                             |                |
|  | 6-я артиллерийская Мозырская ордена Ленина Краснознамённая дивизия прорыва                                                                    |                |
|  | 6-я гвардейская артиллерийская Рижско-Хинганская дивизия прорыва                                                                              |                |
|  | 6-я зенитная артиллерийская Корсунская Краснознамённая ордена Суворова дивизия                                                                |                |
|  | 6-я гвардейская зенитная артиллерийская Львовско-Берлинская орденов Кутузова и Богдана Хмельницкого дивизия                                   |                |
|  | 6-я гвардейская миномётная Братиславская дивизия                                                                                              |                |
|  | 7-я артиллерийская Запорожская Краснознамённая ордена Суворова дивизия прорыва                                                                |                |
|  | 7-я зенитная артиллерийская Пушкинская Краснознамённая дивизия                                                                                |                |
|  | 7-я гвардейская миномётная Ковенская Краснознамённая орденов Суворова и Кутузова дивизия                                                      |                |
|  | 8-я артиллерийская дивизия РВГК |                |
|  | 8-я тяжёлая пушечная артиллерийская Витебская Краснознамённая дивизия                                                                         |                |
|  | 8-я зенитная артиллерийская дивизия |                |
|  | 9-я артиллерийская Запорожская Краснознамённая ордена Суворова дивизия прорыва                                                                |                |
|  | 9-я зенитная артиллерийская Будапештская ордена Богдана Хмельницкого дивизия                                                                  |                |
|  | 10-я артиллерийская дивизия |                |
|  | 10-я артиллерийская Гумбиненнская ордена Суворова дивизия прорыва                                                                             |                |
|  | 10-я зенитная артиллерийская Одерская Краснознамённая ордена Кутузова дивизия                                                                 |                |
|  | 11-я артиллерийская Кировоградская Краснознамённая орденов Суворова, Кутузова и Богдана Хмельницкого дивизия                                  |                |
|  | 11-я зенитная артиллерийская Ясская ордена Александра Невского дивизия                                                                        |                |
|  | 12-я артиллерийская Краснознамённая орденов Кутузова и Богдана Хмельницкого дивизия прорыва                                                   |                |
|  | 12-я зенитная артиллерийская Брестская Краснознамённая ордена Кутузова дивизия                                                                |                |
|  | 13-я артиллерийская Киевская Краснознамённая ордена Кутузова дивизия прорыва                                                                  |                |
|  | 13-я зенитная артиллерийская Рогачёвская Краснознамённая дивизия                                                                              |                |
|  | 14-я артиллерийская дивизия |                |
|  | 14-я артиллерийская Берлинская Краснознамённая дивизия прорыва                                                                                |                |
|  | 14-я зенитная артиллерийская Рижская дивизия                                                                                                  |                |
|  | 15-я артиллерийская Ленинградская Краснознамённая ордена Суворова дивизия прорыва                                                             |                |
|  | 15-я зенитная артиллерийская дивизия |                |
|  | 16-я артиллерийская Кировоградская Краснознамённая ордена Суворова дивизия прорыва                                                            |                |
|  | 16-я зенитная артиллерийская дивизия РВГК |                |
|  | 17-я артиллерийская Киевско-Житомирская ордена Ленина Краснознамённая ордена Суворова дивизия прорыва                                         |                |
|  | 17-я зенитная артиллерийская Шавлинская Краснознамённая дивизия                                                                               |                |
|  | 18-я артиллерийская Гатчинская Краснознамённая ордена Суворова дивизия прорыва                                                                |                |
|  | 18-я зенитная артиллерийская Симферопольская Краснознамённая орденов Кутузова, Богдана Хмельницкого и Александра Невского дивизия             |                |
|  | 19-я тяжёлая артиллерийская дивизия |                |
|  | 19-я артиллерийская Венская ордена Кутузова дивизия прорыва                                                                                   |                |
|  | 19-я зенитная артиллерийская Крымская Краснознамённая орденов Кутузова и Богдана Хмельницкого дивизия                                         |                |
|  | 20-я артиллерийская Оршанская дивизия прорыва                                                                                                 |                |
|  | 20-я зенитная артиллерийская Неманская дивизия                                                                                                |                |
|  | 21-я артиллерийская Духовщинская Краснознамённая дивизия прорыва                                                                              |                |
|  | 21-я зенитная артиллерийская Киевская ордена Кутузова дивизия                                                                                 |                |
|  | 22-я артиллерийская Гомельская Краснознамённая орденов Суворова, Кутузова и Богдана Хмельницкого дивизия прорыва                              |                |
|  | 22-я зенитная артиллерийская Запорожская орденов Кутузова и Богдана Хмельницкого дивизия                                                      |                |
|  | 23-я артиллерийская Красносельская Краснознамённая дивизия прорыва                                                                            |                |
|  | 23-я зенитная артиллерийская Тернопольско-Берлинская орденов Богдана Хмельницкого и Красной Звезды дивизия                                    |                |
|  | 24-я артиллерийская ордена Суворова дивизия прорыва                                                                                           |                |
|  | 24-я зенитная артиллерийская Варшавско-Седлецкая Краснознамённая орденов Кутухова, Богдана Хмельницкого и Александра Невского дивизия         |                |
|  | 25-я артиллерийская Берлинская ордена Богдана Хмельницкого дивизия прорыва                                                                    |                |
|  | 25-я зенитная артиллерийская Карпатская ордена Богдана Хмельницкого дивизия                                                                   |                |
|  | 26-я артиллерийская Сивашско-Штеттинская дважды Краснознамённая ордена Суворова дивизия                                                       |                |
|  | 26-я зенитная артиллерийская Братиславская Краснознамённая дивизия                                                                            |                |
|  | 27-я артиллерийская Режицкая ордена Суворова дивизия                                                                                          |                |
|  | 27-я зенитная артиллерийская Ясская Краснознамённая орденов Суворова и Богдана Хмельницкого дивизия                                           |                |
|  | 28-я артиллерийская дивизия |                |
|  | 28-я артиллерийская дивизия прорыва |                |
|  | 28-я зенитная артиллерийская Волковысская Краснознамённая ордена Кутузова дивизия                                                             |                |
|  | 29-я артиллерийская Краснознамённая дивизия прорыва                                                                                           |                |
|  | 29-я зенитная артиллерийская Первомайская Краснознамённая орденов Кутузова и Богдана Хмельницкого дивизия                                     |                |
|  | 30-я артиллерийская Венская дивизия прорыва                                                                                                   |                |
|  | 30-я зенитная артиллерийская Хинганская дивизия                                                                                               |                |
|  | 31-я артиллерийская Дрезденская орденов Суворова и Богдана Хмельницкого дивизия прорыва                                                       |                |
|  | 31-я зенитная артиллерийская Варшавская Краснознамённая ордена Богдана Хмельницкого дивизия                                                   |                |
|  | 32-я зенитная артиллерийская Гатчинская Краснознамённая ордена дивизия                                                                        |                |
|  | 33-я зенитная артиллерийская Витебская ордена Александра Невского дивизия                                                                     |                |
|  | 34-я зенитная артиллерийская Неманская ордена Кутузова дивизия                                                                                |                |
|  | 35-я зенитная артиллерийская Нижнеднестровская дивизия                                                                                        |                |
|  | 36-я зенитная артиллерийская дивизия |                |
|  | 37-я зенитная артиллерийская Львовская ордена Богдана Хмельницкого дивизия                                                                    |                |
|  | 38-я зенитная артиллерийская Черкасская Краснознамённая ордена Кутузова дивизия                                                               |                |
|  | 39-я зенитная артиллерийская ордена Кутузова дивизия                                                                                          |                |
|  | 40-я зенитная артиллерийская Печенгская Краснознамённая дивизия                                                                               |                |
|  | 41-я зенитная артиллерийская Рижская дивизия                                                                                                  |                |
|  | 42-я зенитная артиллерийская ордена Кутузова дивизия                                                                                          |                |
|  | 43-я зенитная артиллерийская ордена Богдана Хмельницкого дивизия                                                                              |                |
|  | 44-я зенитная артиллерийская ордена Кутузова дивизия                                                                                          |                |
|  | 45-я зенитная артиллерийская Рижская ордена Кутузова дивизия                                                                                  |                |
|  | 46-я зенитная артиллерийская ордена Кутузова дивизия                                                                                          |                |
|  | 47-я зенитная артиллерийская Верхнеднепровская ордена Богдана Хмельнцкого дивизия                                                             |                |
|  | 48-я зенитная артиллерийская Оршанская ордена Кутузова дивизия                                                                                |                |
|  | 49-я зенитная артиллерийская Смоленская Краснознамённая ордена Суворова дивизия                                                               |                |
|  | 64-я зенитная артиллерийская Пражско-Бранденбургская Краснознамённая дивизия                                                                  |                |
|  | 65-я зенитная артиллерийская Померанская орденов Кутузова и Александра Невского дивизия                                                       |                |
|  | 66-я зенитная артиллерийская Борисовская ордена Кутузова дивизия                                                                              |                |
|  | 67-я зенитная артиллерийская Кёнигсбергская дивизия                                                                                           |                |
|  | 68-я зенитная артиллерийская дивизия РГК |                |
|  | 69-я зенитная артиллерийская Дрезденская ордена Богдана Хмельницкого дивизия                                                                  |                |
|  | 72-я зенитная артиллерийская Кёнигсбергская дивизия                                                                                           |                |
|  | 67-я зенитная артиллерийская Демидовско-Хинганская Краснознамённая Кёнигсбергская дивизия                                                     |                |
|  | 73-я зенитная артиллерийская дивизия |                |
|  | 74-я зенитная артиллерийская ордена Богдана Хмельницкого дивизия                                                                              |                |
|  | 76-я зенитная артиллерийская Перекопская дивизия                                                                                              |                |
|  | Артиллерийская дивизия Брянского фронта (Трофейная артиллерийская дивизия)                                                                    |                |
|  | Артиллерийская дивизия Ленинградского фронта                                                                                                  |                |

## См.также
- Список общевойсковых армий вооружённых сил СССР (1941—1945)
- Список стрелковых, горнострелковых, мотострелковых, механизированных и воздушно-десантных дивизий РККА, дивизий НКВД (1941-1945)
- Список авиационных дивизий военно-воздушных сил СССР (1941—1945)